# Mohammed Al-Saiari
Mohammed Eidah Al-Saiari, noto semplicemente come Mohammed Al-Saiari (in arabo محمد الصيعري‎?; 23 maggio 1993), è un calciatore saudita, attaccante dell'Al-Tai.

## Caratteristiche tecniche
È un centravanti.

## Carriera

### Club
Ha giocato nella prima divisione saudita.

### Nazionale
Ha giocato nella nazionale saudita Under-23.
Con la nazionale maggiore saudita ha preso parte alla Coppa d'Asia 2019.

## Statistiche

### Cronologia presenze e reti in nazionale
| Cronologia completa delle presenze e delle reti in nazionale ― Arabia Saudita | Cronologia completa delle presenze e delle reti in nazionale ― Arabia Saudita | Cronologia completa delle presenze e delle reti in nazionale ― Arabia Saudita | Cronologia completa delle presenze e delle reti in nazionale ― Arabia Saudita | Cronologia completa delle presenze e delle reti in nazionale ― Arabia Saudita | Cronologia completa delle presenze e delle reti in nazionale ― Arabia Saudita | Cronologia completa delle presenze e delle reti in nazionale ― Arabia Saudita | Cronologia completa delle presenze e delle reti in nazionale ― Arabia Saudita |
| Data                                                                          | Città                                                                         | In casa                                                                       | Risultato                                                                     | Ospiti                                                                        | Competizione                                                                  | Reti                                                                          | Note                                                                          |
| ----------------------------------------------------------------------------- | ----------------------------------------------------------------------------- | ----------------------------------------------------------------------------- | ----------------------------------------------------------------------------- | ----------------------------------------------------------------------------- | ----------------------------------------------------------------------------- | ----------------------------------------------------------------------------- | ----------------------------------------------------------------------------- |
| 31-12-2018                                                                    | Abu Dhabi                                                                     | Arabia Saudita                                                                | 0 – 0                                                                         | Corea del Sud                                                                 | Amichevole                                                                    | -                                                                             | 61’                                                                           |
| 8-1-2019                                                                      | Dubai                                                                         | Arabia Saudita                                                                | 4 – 0                                                                         | Corea del Nord                                                                | Coppa d'Asia 2019 - 1º turno                                                  | -                                                                             | 78’                                                                           |
| 17-1-2019                                                                     | Abu Dhabi                                                                     | Arabia Saudita                                                                | 0 – 2                                                                         | Qatar                                                                         | Coppa d'Asia 2019 - 1º turno                                                  | -                                                                             | 61’ 82’                                                                       |
| 21-1-2019                                                                     | Sharjah                                                                       | Giappone                                                                      | 1 – 0                                                                         | Arabia Saudita                                                                | Coppa d'Asia 2019 - Ottavi di finale                                          | -                                                                             | 78’                                                                           |
| Totale                                                                        |                                                                               | Presenze                                                                      | 4                                                                             |                                                                               | Reti                                                                          | 0                                                                             |                                                                               |

## Palmarès

### Club

#### Competizioni nazionali
- Coppa del Re dei Campioni: 1

Al-Faisaly: 2020-2021
- Supercoppa saudita: 1

Al-Ittihad: 2022
- Campionato saudita: 2

Al-Ittihad: 2022-2023, 2024-2025
- Prima Divisione (Arabia Saudita): 1

Al-Qadisiyya: 2023-2024